# Kamilla Senjo
Kamilla Senjo (Moekatsjevo West-Oekraïne, 1 november 1974) is een Duitse tv-presentatrice, radio- en tv-journaliste bij onder meer de ARD. In Duitsland is zij alom bekend vanwege haar presentatie van het dagelijkse ARD-Boulevardmagazine Brisant.

## Leven en werk
Senjo groeide deels op in Oekraïne (Oekraïense Socialistische Sovjetrepubliek, toen nog onderdeel van de Sovjet-Unie) en deels in het Oost-Duitse Leipzig. Haar vader is Hongaar en haar moeder half Oekraïens en half Duits. Toen Senjo vijf jaar oud was verhuisde het gezin van Oekraïne naar Leipzig in de DDR. Na haar Abitur (examen) studeerde zij germanistiek en journalistiek aan de universiteit van Leipzig. Tijdens haar studie werkte zij al bij de lokale radio en begon haar kinderdroom vorm te krijgen. Na verscheidene sollicitaties werd zij vrijwilligster bij Radio Leipzig en kreeg aansluitend een baan als nieuwslezeres. Na enige jaren voor de radio gewerkt te hebben vond zij het tijd voor verandering. Zij solliciteerde bij MDR-aktuell als nieuwslezeres. Ze werd in 2003 uitgenodigd, een casting volgde en korte tijd later kreeg zij de toezegging om bij het redactieteam te komen. Aanvankelijk werkte zij zowel bij de radio als bij de televisie, totdat de buitenlandredactie van MDR haar opmerkte vanwege haar vreemdetalenkennis. Zij spreekt Duits, Hongaars en Russisch. Als redacteur van reportages van buitenlandjournaals van MDR en ARTE kon zij ook achter de camera haar creativiteit benutten. In oktober 2010 werd zij in het redactieteam van Brisant opgenomen, in eerste instantie ter zwangerschapsvervanging voor Mareile Höppner, met wie zij vanaf januari 2013 afwisselend om de week redactie voert en presenteert. In 2013 ontvingen zij de publieks-Bambi voor dit programma.
Sinds april 2013 werkt zij ook voor het MDR-magazine Heute im Osten en sinds februari 2014 is zij een van de vaste redacteuren van MDR um 2.